# 野呂洋子
野呂 洋子（のろ ようこ、1964年6月26日 - ）は、日本の実業家、美術商、日本ハンドボール協会副会長。
株式会社銀座柳画廊 副社長。美術品流動化機構 代表取締役。東京中央新ロータリークラブ所属。
慶応義塾大学理工学部を卒業後、日本アイ・ビー・エムに入社。システムエンジニアとして、産経新聞のカラー化プロジェクト、日本アイ・ビー・エム社内システムの構築、国際営業部などに従事。
野呂好彦と結婚後、日本アイ・ビー・エムを退社し、銀座柳画廊を野呂好彦と共に創業する。現在、マーケティング活動やセミナー開催などを手がける。また、『美術と教育を考える会』という任意団体を立ち上げ、子ども向けに美術の教育体験を提供する。美術によって教育を変え、社会をよりよく変えていくことに貢献するよう目指している。
2019年度より日本ハンドボール協会の副会長を兼任する。日本のハンドボール界を強くメジャーにするために尽力している。

## 来歴
東京都出身。杉並区立西宮中学、都立西高等学校にてハンドボール部キャプテンを務める。中学、高校と東京都より体育優良児として表彰される。
- 1987年、慶応義塾大学理工学部管理工学科を卒業後、システムエンジニア（SE）として日本アイ・ビー・エムに勤める。
- 1994年、野呂好彦と結婚。銀座柳画廊を野呂好彦と創業する。
- 2000年、美術品流動化機構を設立し代表となる。
- 2006～2011年度、札幌市立大学の非常勤講師を務める。
- 2014～2016年、美術商交友会、政策提言委員長を務める。
- 2014～2017年、銀座ギャラリーズ理事を務める。
- 2014年、美術と教育を考える会を発足。
- 2016年度より、IBMの卒業生の会、BBJ:IBM-DNAネットワークの副会長を務める。
- 2016～2017年度、東京中央新ロータリークラブの会長を務める。

2005年1月より、日本の美術業界を考えるコラムを執筆中。
2009年2月より、敷居が高いと言われる銀座の画廊をギャラリストと一緒にめぐる『銀座の画廊巡り』を毎月開催。『銀座の画廊巡り』は、テレビ（『NHKおはよう日本』、『ぶらぶら美術博物館』）雑誌（『東洋経済』）、新聞（『朝日新聞』、『東京新聞』、『毎日新聞』、『産経新聞』）、ラジオ（エフエム東京、エフエム中央）他、多数で取材を受けて報道されている。　　

## 著書
- 『銀座の画廊経営～日本の絵描きさんを世界へ～』ファーストプレス、2008年1月。ISBN 978-4903241777。
- 『銀座の画廊巡り～美術教育と街づくり～』新評論、2011年9月。ISBN 978-4794808820。
- 『女画商の人生奮闘記～日常のアート化革命～』求龍堂、2016年3月。ISBN 978-4763016034。